# Greg LeMond

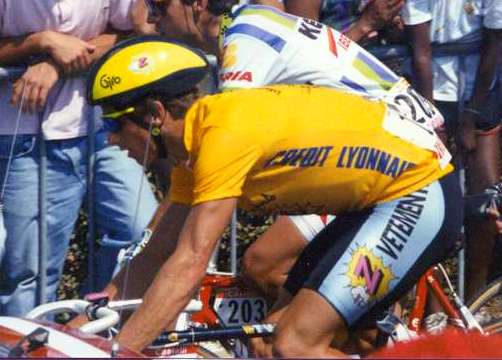
Greg Lemond

Gregory James "Greg" LeMond (nascut el 26 de juny de 1961 a Lakewood, Califòrnia) és actualment preparador de ciclistes professionals. El 1986 es va convertir en el primer ciclista no europeu a guanyar el Tour de França, victòria que repetiria en els anys 1989 i 1990, convertint-se així en un dels pocs ciclistes que ha guanyat el Tour en tres o més ocasions.

## Carrera professional
LeMond va començar la seva carrera professional el 1981. Amb l'ajuda de Cyrille Guimard, es va unir al pilotó europeu en un moment en el qual pocs corredors americans podien fer-ho. La seva arribada no va ser una casualitat, car ja havia destacat en els mundials junior del 1979. Va demostrar ser un excel·lent ciclista en carreres d'un dia aconseguint la plata en el Mundial de Fons en Carretera de 1982 i l'or en el Campionat dels EUA el 1983. Aviat començaria a destacar també en les grans voltes.
LeMond va córrer el seu primer Tour de França el 1984 i va acabar tercer. El 1985 va ser obligat pels directors tècnics del seu equip, La Vie Claire, a ajudar el seu cap de files Bernard Hinault en lloc de lluitar per la victòria final, la qual semblava estar al seu abast. LeMond va acabar segon, tan sols 1:42 per darrere de Hinault, qui va ser aclamat per aconseguir la seva cinquena victòria en la ronda gal·la. Més tard, LeMond declararia en una entrevista que el director esportiu i el seu entrenador, Paul Koechli, li havien mentit durant una etapa crucial, dient-li que Hinault marxava prop d'ell quan, en realitat, perdia tres minuts pel que fa al nord-americà.
Un any després, el 1986, Hinault i LeMond van ser colíders de l'equip La Vie Claire. En l'etapa número 12, Hinault avantatjava al nord-americà en cinc minuts, però va defallir en l'etapa muntanyenca de l'endemà i LeMond es va posar ràpidament al capdavant. Encara que ambdós corredors van coronar l'Aup d'Uès junts en una mostra d'unitat, estava clar que Hinault havia competit agressivament contra el seu company d'equip, però al final LeMond es va enfundar el maiot groc aquell any. LeMond es va sentir traït per Hinault, qui havia promès públicament ajudar-lo aquell any en gratitud pel sacrifici del nord-americà l'any anterior.
El 20 d'abril de 1987, LeMond va ser disparat accidentalment en el pit pel seu cunyat mentre caçaven a Califòrnia. Aquest anava a ser el començament d'un període de mala sort per a aquest gran ciclista, car la seva dona es va posar de part el mateix dia que aquest accident va ocórrer i el seu cunyat es volia suïcidar. Lemond es perdria no només el Tour d'aquell any, sinó també el del següent per més complicacions que van incloure una apendicitis i una tendinitis en les cames.
Molta gent considera la victòria de LeMond el 1989 no només la seva major victòria, sinó probablement la major victòria en el Tour de França de tots els temps. En el Tour de França de 1989, amb restes de munició encara en el seu cos, al voltant de 40 perdigons, LeMond esperava concloure entre els vint primers. No obstant això, arribant a l'última etapa, una contrarellotge individual amb final a París, LeMond estava en segon lloc a tan sols 50 segons del formidable Laurent Fignon, vencedor del Tour de França el 1983 i 1984. LeMond va sorprendre a tot el món a l'aparèixer amb una bicicleta aerodinàmica especialment dissenyada per a la lluita contra el crono, tota una raresa en aquella època, i amb la qual va aconseguir arrencar-li 58 segons al ciclista francès i fer-se així amb el maiot groc amb un marge de tan sols vuit segons, la diferència més petita en tota la història del Tour. Mentre LeMond celebrava la seva victòria en els Camps Elisis, Fignon es va asseure i va començar a plorar. Encara que no ho digués fins passats uns dies, Fignon havia estat sofrint dolors durant diversos dies i tot just va poder ser capaç de finalitzar l'etapa del dia anterior. La reaparició de LeMond es va veure encara més encastellada amb la seva segona victòria en el Campionat del Món de fons en carretera algunes setmanes després. LeMond va ser nomenat Esportista de l'any per la revista Sports Illustrated el 1989; el primer ciclista a rebre aquest honor.
LeMond va guanyar el seu tercer Tour el 1990. Aquell any es va convertir en un dels pocs ciclistes a guanyar el Tour sense guanyar cap etapa.
En una entrevista de 1997, LeMond es va sincerar i va lamentar les oportunitats perdudes, ja que havia "regalat" el Tour de 1985 i havia perdut les oportunitats de 1987 i 1988 a l'haver-se vist accidentat. "Per descomptat, no pots reescriure la història de la carrera", va dir, "però estic segur que hauria guanyat cinc Tours".

## Palmarès
- 1979
  -  Campió del món júnior en ruta
- 1980
  - 1r al Circuit de La Sarthe
- 1981
  - 1r a la Coors Classic i vencedor de 2 etapes
  - Vencedor d'una etapa del Tour de l'Oise
- 1982
  - 1r al Tour de l'Avenir i vencedor de 3 etapes
  - Vencedor d'una etapa de la Tirrena-Adriàtica
  -  Medalla de plata al Campionat del Món
- 1983
  -  Campió del Món de ciclisme en ruta
  - 1r a la Dauphiné Libéré i vencedor de 3 etapes
  - Vencedor d'etapa del Tour del Mediterrani
- 1984
  - Vencedor d'una etapa de la Dauphiné Libéré
  -  1r de la Classificació dels joves al Tour de França
- 1985
  - 1r a la Coors Classic i vencedor d'una etapa
  - Vencedor d'una etapa del Tour de França
  -  Medalla de plata al Campionat del Món
- 1986
  -  1r al Tour de França i vencedor d'una etapa
  - Vencedor d'una etapa del Giro d'Itàlia
  - Vencedor d'una etapa de la Coors Classic
  - Vencedor d'una etapa de la Volta a la Comunitat Valenciana
- 1989
  -  Campió del Món de ciclisme en ruta
  -  1r al Tour de França i vencedor de 3 etapes
- 1990
  -  1r al Tour de França
- 1992
  - 1r al Tour DuPont i vencedor d'una etapa

### Resultats al Tour de França
- 1984. 3r de la classificació general.  1r de la Classificació dels joves
- 1985. 2n de la classificació general. Vencedor d'una etapa.  1r de la Classificació de la combinada
- 1986.  1r de la classificació general. Vencedor de 3 etapes.  1r de la Classificació de la combinada. Porta el mallot groc durant 7 etapes
- 1989.  1r de la classificació general. Porta el mallot groc durant 7 etapes
- 1990.  1r de la classificació general. Porta el mallot groc durant 2 etapes
- 1991. 7è de la classificació general. Porta el mallot groc durant 4 etapes
- 1992. Abandona (14a etapa)
- 1994. Abandona (6a etapa)

### Resultats al Giro d'Itàlia
- 1985. 3r de la classificació general
- 1986. 4t de la classificació general. Vencedor d'una etapa
- 1988. Abandona
- 1989. 39è de la classificació general
- 1990. 105è de la classificació general
- 1991. Abandona
- 1993. Abandona (20a etapa)

### Resultats a la Volta a Espanya
- 1983. Abandona (17a etapa)